# Chain (NCT 127のアルバム)
『Chain』（チェーン）は、2018年5月23日にavex traxから発売された韓国のアイドルグループNCT 127の日本での1枚目のミニ・アルバム。

## 概要
- アルバム名には「韓国（ソウル）から日本（東京）へ（From Seoul To Tokyo）と繋がり連鎖（Chain）する」というメッセージが込められている。
- タイトル曲「Chain」を含む5曲が収録されている。
- タイトル曲「Chain」はテレビ朝日『フリースタイルティーチャー』のエンディング曲として放送された[1]。

## プロモーション

### ミュージックビデオ
- 2017年11月4日、東京・六本木で開催された日本単独イベント「NCT 127 The Introduction “connect”」にて来春の日本デビューが発表され、「Limitless」の日本語版のミュージックビデオを公開した[2]。
- 2018年5月8日、タイトル曲「Chain」のミュージックビデオを公開した。
ミュージックビデオでは韓国の伝統的な韓屋と日本の桜がフィーチャーされおり、メンバーの体にも「FROM.SEOUL（ソウルから）」「TO.TOKYO（東京へ）」というボディーペイントが施されている[3]。

### イベント
- 2018年4月より、東京、名古屋、大阪、福岡の4都市で日本デビューを記念したショーケースツアー「NCT 127 JAPAN Showcase Tour “chain”」を開催した[4]。
- 2018年5月23日、お台場パレットプラザにてリリースイベントを開催した[5]。

## チャート成績
初週累計51,058枚を売り上げてビルボードジャパン週間アルバム・セールス・チャート（5月21日〜5月27日）で1位を獲得した。
オリコンデイリーアルバムランキングで1位、オリコン週間アルバムランキングで2位を記録した。
iTunesのアルバムチャートで日本、米国、カナダ、イギリス、オーストラリア、インドネシア、マレーシア、フィリピン、ベトナムなどの9カ国で1位を記録した。

## 収録曲
1. Dreaming [3:17]
  - 作詞 ：いしわたり淳治
  - 作曲 ：Kanata Okajima、Daniel Caesar、Ludwig Lindell
2. Chain [3:42]
  - 作詞 ：MEG.ME
  - 作曲 ：250、Albin Nordqvist

タイトル曲。繰り返される「Chain」のリフと激しいパーカッションに乗せたラップが印象的な楽曲[8]。
3. Limitless [4:07]
  - 作詞 ：Kenzie、日本語歌詞：Sara Sakurai
  - 作曲 ：Kenzie、Harvey Mason Jr.、Patrick“J Que”Smith、Kevin Randolph、Dewain Whitmore、Andrew Hey、Brittany Burton
4. Come Back [3:25]
  - 作詞 ：Dasom Ryu、Eunyoung Bong、日本語歌詞：Sara Sakurai
  - 作曲 ：Mike Daley、Mitchell Owens、Deez、Michael Jiminez、Tay Jasper、MZMC
5. 100 [3:42]
  - 作詞 ：AKIRA
  - 作曲 ：Andrew Choi(EKKO Music Rights HQ)、Yunsu(EKKO Music Rights HQ)